# 贝希斯
贝希斯，是西班牙瓦伦西亚自治区卡斯特利翁省的一个市镇。总面积42平方公里，总人口370人（2001年），人口密度9人/平方公里。